# Elektrisk potential
Det elektriske potential er den potentielle energi pr. ladning i et elektrisk felt. Forskellen i potential mellem to punkter kaldes for spændingen, som spiller en central rolle i elektriske kredsløb.

## Definition
Hvis en ladning {\displaystyle q} har den elektriske potentielle energi {\displaystyle W_{\text{pot}}} i punktet {\displaystyle {\vec {r}}}, er potentialet {\displaystyle \phi } altså givet ved:
{\displaystyle \phi ({\vec {r}})={\frac {W_{\text{pot}}({\vec {r}})}{q}}}
For et konservativt kraftfelt generelt er kraften {\displaystyle {\vec {F}}} givet ved gradienten til den potentielle energi {\displaystyle W_{\text{pot}}}:
{\displaystyle {\vec {F}}=-{\vec {\nabla }}W_{\text{pot}}}
På samme måde er det elektriske felt {\displaystyle {\vec {E}}} den negative gradient til potentialet:
{\displaystyle {\vec {E}}=-{\vec {\nabla }}\phi }
Omvendt kan det elektriske potential skrives som integralet af det elektriske felt. 

## Spænding
I et elektrisk kredsløb bevæger ladninger sig fra et højt potential - genereret af en spændingskilde - til et lavere potential. Forskellen i potential mellem to punkter i kredsløbet kaldes for spændingen {\displaystyle U}: 
{\displaystyle U=\Delta \phi }
I såkaldte ohmske modstande kan spændingen relateres til strømstyrken vha. Ohms lov.

## Eksempel: Punktladning
I følge Coulombs lov er kraften mellem en ladning {\displaystyle Q} og en ladning {\displaystyle q} givet ved:
{\displaystyle {\vec {F}}={\frac {1}{4\pi \varepsilon _{0}}}{\frac {Qq}{r^{2}}}{\hat {r}}}
hvor {\displaystyle \varepsilon _{0}} vakuumpermittiviteten
{\displaystyle \varepsilon _{0}=8.854187817...\times 10^{-12}{\text{F}}{\text{m}}^{-1}} (Farad pr. meter)
mens {\displaystyle {\hat {r}}} er enhedsvektoren, der går fra ladning {\displaystyle Q} til {\displaystyle q}. Det elektriske felt omkring {\displaystyle Q} er derfor 
{\displaystyle {\vec {E}}={\frac {\vec {F}}{q}}={\frac {1}{4\pi \varepsilon _{0}}}{\frac {Q}{r^{2}}}{\hat {r}}}
Følgelig er potentialet altså givet ved integralet:
{\displaystyle \phi ({\vec {r}})=\int _{r}^{\infty }{\vec {E}}({\vec {r}}')\cdot {\text{d}}{\vec {r}}'=\int _{r}^{\infty }{\frac {1}{4\pi \varepsilon _{0}}}{\frac {Q}{r'^{2}}}{\hat {r}}\cdot {\text{d}}{\vec {r}}'={\frac {Q}{4\pi \varepsilon _{0}}}\int _{r}^{\infty }{\frac {1}{r'^{2}}}{\text{d}}r'}
Grænsen {\displaystyle \infty } kan vælges frit uden fysisk betydning, men den er her valgt for at potentialet er nul uendeligt langt væk fra {\displaystyle Q}. Integralet af én over afstanden i anden er minus én over afstanden:
{\displaystyle \phi ({\vec {r}})={\frac {Q}{4\pi \varepsilon _{0}}}\left[-{\frac {1}{r'}}\right]_{r}^{\infty }}
Én over uendelig er blot nul, så potentialet er derfor givet ved:
{\displaystyle \phi ({\vec {r}})={\frac {1}{4\pi \varepsilon _{0}}}{\frac {Q}{r}}}
Det ses, at potentialet som forventet er nul, når afstanden er uendelig stor. Potentialet blevet derimod større og større, jo mindre afstanden bliver. Hvis ladningerne {\displaystyle Q} og {\displaystyle q} har samme fortegn, vil de altså frastøde hinanden, mens ladninger med forskelligt fortegn tiltrækker hinanden.